# Thomas Weissengruber
Thomas Weissengruber (* 15. Mai 1977 in Wien) ist ein österreichischer Schauspieler, Sprecher und Sänger.

## Leben
Nach der Matura studierte er ein Jahr Sport und Psychologie und machte im Jahr 2000 einen Abschluss zum Diplompädagogen. Schon damals sammelte Weissengruber erste Erfahrungen beim Film. Er machte dann ein Schauspielstudium bei Elfriede Ott am Konservatorium der Stadt Wien, welches er 2005 erfolgreich abschloss.

## Musik
Bevor Weissengruber als Schauspieler aktiv wurde, war er als Sänger, Gitarrist und Songwriter aktiv. 2011 wirkte er auch bei dem Projekt "Eine Hymne für Wien" gemeinsam mit dem Produzenten Thomas Raber mit.

## Theater
Schon während der Ausbildung wirkte Weissengruber in Produktionen im Volkstheater (Wien) und der Volksoper Wien mit. Es folgten Theaterverpflichtungen in Deutschland und der Schweiz. Das Engagement als Koukol in der Erfolgsproduktion der Vereinigten Bühnen Wien Tanz der Vampire (Musical) von 2009 bis 2011 ließ ihn auch im Genre Musical Fuß fassen. Seither ist Weissengruber immer wieder abwechselnd in Musical und Theaterproduktionen tätig, unter anderem 2017 in Wie jetzt? Missverständnisse und andere Irrtümer gemeinsam mit Elke Winkens.

## Film
Weissengruber wirkte in zahlreichen ORF-Fernsehproduktionen mit:
- Schnell ermittelt
- Medicopter 117
- 2011: Der Wettbewerb (Fernsehfilm)